# 나스 진유
나스 진유(일본어: 那須 甚有, 1999년 7월 20일~)는 일본의 축구 선수이다.

## 구단 경력
그는 2018년 J3리그의 가이나레 돗토리에 입단했다. 2020년 일본 풋볼 리그의 마쓰에 시티 FC로 이적했다. 2022년 일본 지역 리그의 FC 도쿠시마로 이적했다.